# Orcajo
Orcajo es un municipio y localidad española de la provincia de Zaragoza, en la comunidad autónoma de Aragón. Perteneciente a la comarca del Campo de Daroca, cuenta con una población de 58 habitantes (INE 2024).

## Historia
En el año 1248, por privilegio de Jaime I, este lugar se desliga de la dependencia de Daroca, pasando a formar parte de Sesma del Campo de Gallocanta, en la Comunidad de Aldeas de Daroca, que en 1838 fue disuelta.

## Demografía
Orcajo cuenta con una población de 58 habitantes (INE 2024).
| Gráfica de evolución demográfica de Orcajo entre 1842 y 2021                                                        |
| |
| Población de derecho según los censos de población del INE Población de hecho según los censos de población del INE |

## Administración y política
| Período   | Alcalde                    | Partido |  |
| --------- | -------------------------- | ------- |  |
| 1979-1983 | Felipe Blasco Sebastián    | UCD     |  |
| 1983-1987 |                            |         |  |
| 1987-1991 |                            |         |  |
| 1991-1995 |                            |         |  |
| 1995-1999 |                            |         |  |
| 1999-2003 |                            |         |  |
| 2003-2007 |                            |         |  |
| 2007-2011 |                            |         |  |
| 2011-2015 |                            |         |  |
| 2015-2019 | Pedro Luis Aparicio Ramiro | PSOE    |  |

| Partido político    | Partido político                                   | 2003   | 2007   | 2011   | 2015   |
| Partido político    | Partido político                                   | Ediles | Ediles | Ediles | Ediles |
|                     | Partido de los Socialistas de Aragón (PSOE-Aragón) | —      | —      | 1      | 3      |
|                     | Partido Popular de Aragón (PP)                     | —      | —      | —      | —      |
|                     | Partido Aragonés (PAR)                             | 1      | 1      | —      | —      |
| Total de concejales | Total de concejales                                | 1      | 1      | 1      | 3      |

## Cultura

### Patrimonio
- Iglesia parroquial de San Bernabé, construida entre los siglos XVII y XVIII.
- Ermita de San Nicolás.
- Ermita de la Virgen del Rosario del siglo XVI de estilo gótico-mudéjar, en estado casi ruinoso.
- Peirones de La Virgen del Carmen, de la Virgen del Pilar, de La Soledad, de San José, de San Antón y el de San Gregorio.
- Como patrimonio natural cabe mencionar el pinsapar de Orcajo, un bosque de una especie inusual en Aragón, fruto de una reforestación a principios del siglo XX con esta especie de abeto andaluz. En 2018 fue declarado "Arboleda Singular" por el Gobierno de Aragón.

### Fiestas
Las fiestas patronales en honor a san Nicolás se celebran el segundo domingo de mayo, realizándose una romería a la ermita del Santo.